# La verità? È altrove. All'insegna del New Age
La verità? È altrove. All'insegna del New Age è un libro di Franco Ferrarotti del 1999, che riprende un adagio di moda negli anni novanta sulla scia della serie televisiva X-Files.

## Edizioni
- Franco Ferrarotti, La verità? È altrove. All'insegna del New Age, collana Saggine, Donzelli Editore, 1999,  p. 157, ISBN 88-7989-508-7.